# Embuscade d'Indelimane (2014)
Pour les articles homonymes, voir Bataille d'Indelimane.
Guerre du Mali
Batailles
L'embuscade d'Indelimane a lieu pendant la guerre du Mali. Le 3 octobre 2014, un convoi de la MINUSMA est attaqué par des djihadistes.

## Déroulement
Le matin du 3 octobre 2014, un convoi de la MINUSMA effectue une mission de ravitaillement entre Ansongo et Ménaka. Arrivés près du village d'Indelimane, les casques bleus sont attaqués par deux djihadistes à motos armés de RPG-7. Les roquettes détruisent deux véhicules et une citerne, les assaillants prennent ensuite la fuite.
L'attaque n'est pas revendiquée mais l'AFP rapporte que selon les déclarations anonymes d'un officier nigériens, le MUJAO est responsable de l'embuscade. Ce groupe avait fusionné en août 2013 avec Les Signataires par le sang pour former Al-Mourabitoune,.

## Pertes
Dans un communiqué publié le jour même de l'attaque, l'armée du Niger affirme que neuf de ses soldats ont été tués lors de l'attaque. Une cérémonie funéraire a lieu le 7 octobre à Bamako. Cette attaque est alors la plus meurtrière pour la MINUSMA depuis le début de son déploiement,.